# Puente Centenario (Huancayo)
El puente Centenario (localmente denominado como la "Bajada del Tambo" o la "Subida del Tambo") es un puente en la ciudad de Huancayo, Perú. Forma parte del trazo de la Calle Real, la principal vía de la ciudad, un cruza el río Shullcas uniendo los distritos de Huancayo, al sur, con El Tambo, al norte.
Este puente tiene, en su orilla del distrito de El Tambo, uno de los dos únicos puentes peatonales de toda la ciudad. Sin embargo, este puente se encuentra en situación de deterioro.
El 11 de abril del 2004 se publicó la Resolución Directoral NAcional N° 202-INC de fecha 12 de marzo de ese año mediante la cual el Instituto Nacional de Cultura declaró esta estructura como Monumento Histórico Nacional.